# Kniphofia erythraeae
Kniphofia erythraeae är en grästrädsväxtart som beskrevs av Adriano Fiori. Kniphofia erythraeae ingår i Fackelliljesläktet som ingår i familjen grästrädsväxter. Inga underarter finns listade i Catalogue of Life.